# Colin Range
Colin Range är ett berg i Kanada.   Det ligger i provinsen Alberta, i den centrala delen av landet, 3 100 km väster om huvudstaden Ottawa. Toppen på Colin Range är 1 676 meter över havet. Colin Range ingår i Jacques Range.
Terrängen runt Colin Range är bergig åt sydväst, men åt nordost är den kuperad. Runt Colin Range är det mycket glesbefolkat, med 5 invånare per kvadratkilometer.. Närmaste större samhälle är Jasper Park Lodge, 11,3 km sydväst om Colin Range.
Trakten runt Colin Range består i huvudsak av gräsmarker.